# Breathe (singel The Prodigy)
„Breathe” – drugi singel z trzeciego albumu The Fat of the Land brytyjskiej grupy muzycznej The Prodigy, wydany 11 listopada 1996 roku przez XL.
Zespół wykonał utwór na żywo na MTV Video Music Awards w 1997 roku, gdzie zdobył nagrodę widzów.
Singel w Polsce uzyskał status złotej płyty.

## Lista utworów
CD
1. „Breathe” (Edit) – 3:59
2. „Their Law” (na żywo na Phoenix Festival '96) (feat. PWEI) – 5:24
3. „Poison” (na żywo na Torhout & Werchter Festival '96) – 5:17
4. „The Trick” – 4:25

12”
1. „Breathe” (Edit) – 3:59
2. „The Trick” – 4:25
3. „Breathe” (Instrumental) – 5:35
4. „Their Law” (na żywo na Phoenix Festival '96) (feat. PWEI) – 5:24